# Alle Soldaten woll’n nach Haus
Alle Soldaten woll’n nach Haus ist ein pazifistisches Lied des deutschen Liedermachers Reinhard Mey, das er gemeinsam mit seinen Kollegen und Freunden Klaus Hoffmann, Heinz Rudolf Kunze und Hans Scheibner aufnahm und im Jahr 1990 als Single und auf dem Album Farben veröffentlichte. Das Lied befasst sich mit dem Thema der Rolle von Soldaten der stationierten Besatzungsmächte USA und Sowjetunion sowie der Bundeswehr und der Nationalen Volksarmee in Deutschland in der Zeit um 1990.

## Hintergrund und Einordnung
Alle Soldaten woll’n nach Haus wurde von Reinhard Mey für das Album Farben geschrieben und gemeinsam mit Klaus Hoffmann, Heinz Rudolf Kunze und Hans Scheibner aufgenommen. Das Album erschien am 1. April 1990, das Lied wurde zudem als Single veröffentlicht und enthielt die Single als B-Seite das Lied Ich hab' meine Rostlaube tiefergelegt. Auf dem Live-Album Mit Lust und Liebe – Konzerte ’90/91 veröffentlichte er 1991 zudem eine nur von ihm gesungene Version mit leicht verändertem Text, um die veränderte Situation nach der deutschen Wiedervereinigung zu berücksichtigen. Dabei betonte er bei der Ankündigung des Liedes, das auf den Titel Nein, meine Söhne geb’ ich nicht folgt, dass in diesem Fall zum ersten Mal in seiner Liedermacherkarriere die historische Entwicklung besser verlaufen sei, als er sie sich vorstellen konnte, stellte jedoch mit Bezug auf die „Kindergesichter der GI’s“, die zum Zeitpunkt des Konzerts in den Golfkrieg zogen, die Aktualität des Themas heraus.
Reinhard Mey war, anders als seine Liedermacherkollegen Degenhardt und Wader, nie parteipolitisch engagiert und sah sich vor allem in der Zeit der 68er-Bewegung scharfer Kritik von links aufgrund seiner unpolitischen Texte ausgesetzt. Mey hatte zwar „prototypische“ Friedenslieder wie Vertreterbesuch (1970) und Frieden (1994) im Repertoire, jedoch keine als Friedenslieder einzuordnenden Texte im Diskurs der neuen Friedensbewegung. Gesellschaftskritische Texte entsprangen häufig einer emotionalen oder persönlichen, nur implizit politischen Perspektive – womit er den „lang getragenen Konsens, dass sich das ‚politische Lied‘ und das ‚private Lied‘ ausschließen würden“, durchbreche. Spätestens seit den 1980er Jahren sind Meys Texte allerdings häufig explizit pazifistisch, etwa in Nein, meine Söhne geb’ ich nicht (1985), Alle Soldaten woll’n nach Haus (1990), Die Waffen nieder (2004) oder Kai (2007).

## Text und Musik

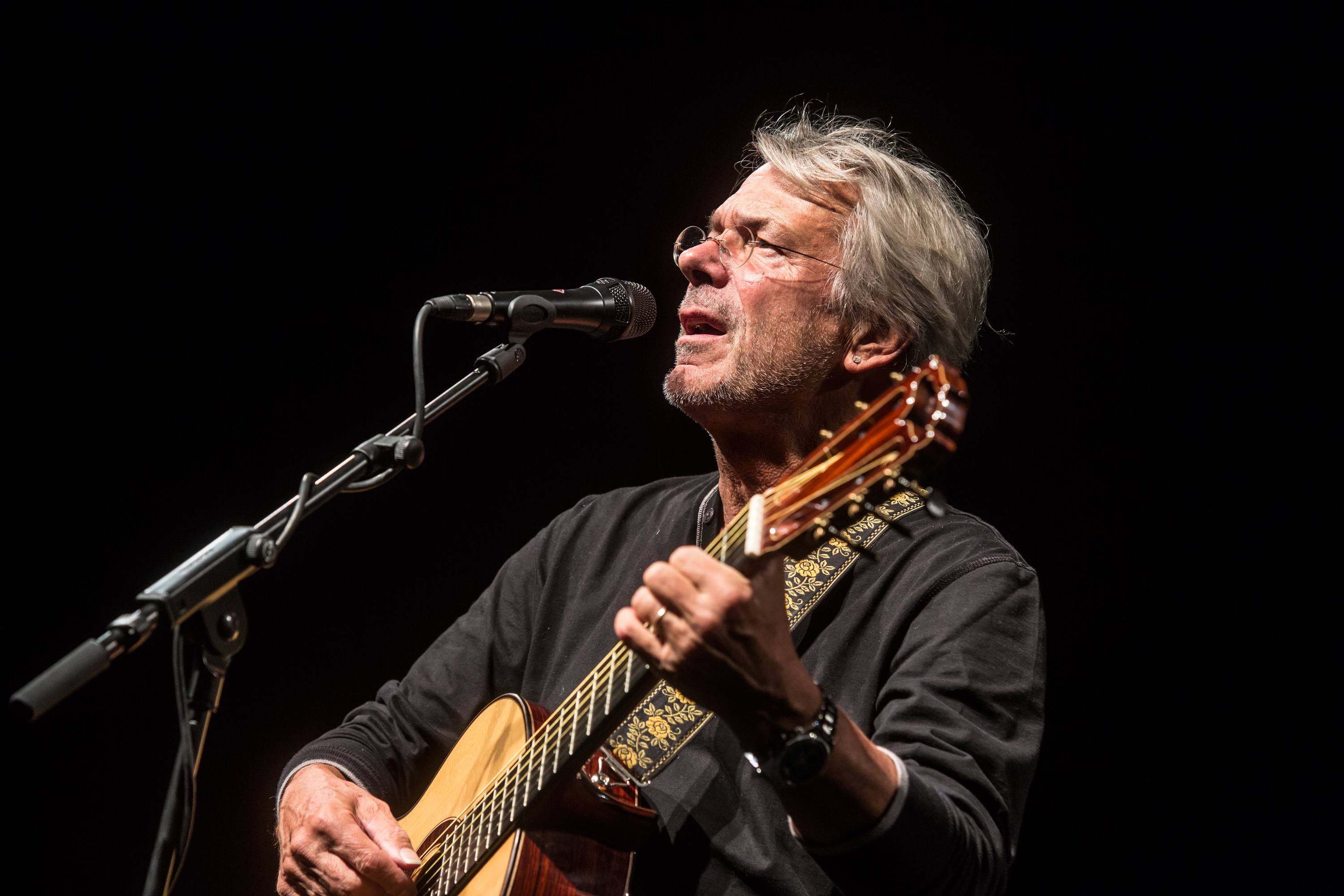
Reinhard Mey, 2014

Alle Soldaten woll’n nach Haus ist ein im 4/4-Takt vorgetragenes Lied, das von Reinhard Mey auf der akustischen Gitarre begleitet wird. Es besteht aus vier Strophen, von denen je eine von Reinhard Mey, Klaus Hoffmann, Heinz Rudolf Kunze und Hans Scheibner gesungen wird, sowie einer letzten gemeinsam gesungenen Strophe. Dabei beziehen sich die ersten vier Strophen jeweils auf einen einzelnen Soldaten der stationierten Besatzungsmächte USA und Sowjetunion sowie der Bundeswehr und der Nationalen Volksarmee in der Bundesrepublik Deutschland nach den Grenzöffnungen der DDR und dem Mauerfall und vor der deutschen Wiedervereinigung.
In der ersten Strophe singt Reinhard Mey über den GI Frank Kowalski aus Fort Worth in Texas, der in „K-Town, tief in Western Germany“ stationiert ist und seinen Unmut in „Gabys Pizza-Palace“ ersäuft – „‚Fuck the Army‘ lallt er schwankend und fällt dabei glatt auf den Knüppel der Militärpolizei.“ Klaus Hoffmann übernimmt die Strophe über den Panzerfahrer Igor aus dem „fernen Jerewan“, der die Kasernenmauer „in lebensfrohem Grau“ anstreicht, weil sein „Schrotthaufen in Friedenszeiten nie anspringt“. Die dritte Strophe, gesungen von Heinz Rudolf Kunze, widmet sich dem NVA-Gefreiten Jochen M., der sich „An der Grenze, die durch Deutschland und Deutschland geht“ seine „Beine in den volkseig’nen Bauch“ steht und sich mit der jungen „Brigadeführerin aus der LPG ‚9. November‘“ „an den schönsten Platz der Welt, in eine Datsche am Stadtrand von Bitterfeld“, wünscht. Hans Scheibner übernimmt die Strophe über „Hinnerk Harms aus Leer“ von der Bundeswehr, den es „nervt, zu spür’n wie man hier seine Zeit verliert“. Zwischen den Strophen singen die Beteiligten jeweils den Refrain:

„Alle Soldaten woll’n nach Haus

Alle Soldaten woll’n nach Haus

Sie woll’n die Uniform nicht mehr

Den Stahlhelm und das Schießgewehr

Und auch nicht in den Kampf hinaus

Soldaten woll’n nur eins: sie woll’n nach Haus“

Die letzte Strophe wird zuerst wieder von Reinhard Mey gesungen, der darstellt, welche Interessen „der Präsident“, „der Kriegsminister“ und „der Rüstungsbonze“ an den Soldaten und Kriegen haben und dass diese nichts mit den Wünschen der Soldaten zu tun haben. Diese quittieren ihren Dienst, wobei hier wieder die einzelnen Aktionen der Soldaten von den jeweiligen Sängern der zugehörigen Strophen übernommen werden:

„Frank Kowalski nimmt den Ghettoblaster und setzt sich in Marsch

Hinnerk Harms schnürt den Persilkarton und sagt "...", sagt er barsch

Jochen M. eilt in die LPG zu seinem Schatz

Und meldet sich zum freiwilligen Ernteeinsatz

Igor fällt mit einem Stoßseufzer der Pinsel aus der Hand

Ja Freunde, das, das ist der wahre Dienst am Vaterland“

Zum Ende des Liedes wird dieser Refrain noch einmal abgewandelt gesungen:

„Alle Soldaten woll’n nach Haus,

Am liebsten gleich und schnurstracks geradeaus.

Soldaten sind, man glaubt es nicht

Aufs Sterben gar nicht so erpicht

Und auch nicht auf das Feld der Ehre aus

Soldaten woll’n nur eins, sie woll’n nach Haus“

## Belege
1. ↑  
Reinhard Mey – Farben bei Discogs; abgerufen am 28. Februar 2022.
2. ↑  
Reinhard Mey – Alle Soldaten woll’n nach Haus bei Discogs; abgerufen am 28. Februar 2022.
3. ↑  
Reinhard Mey – Mit Lust und Liebe - Konzerte '90/91 bei Discogs; abgerufen am 28. Februar 2022.
4. ↑  
Marc Sygalski: 4.3. Wie Orpheus singen: Reinhard Mey. In: Seminar für Deutsche Philologie der Georg-August-Universität Göttingen (Hrsg.): Das »politische Lied« in der Bundesrepublik Deutschland zwischen 1964 und 1989 am Beispiel von Franz Josef Degenhardt, Hannes Wader und Reinhard Mey (= eScripta. Göttinger Schriftenreihe für studentische Germanistik.). 2011, ISSN 2192-0559, S. 36–48.
5. ↑  
Marc Sygalski: 3.2.3. »Implosion« der Burg Waldeck-Festivals (1968 und 1969). In: Seminar für Deutsche Philologie der Georg-August-Universität Göttingen (Hrsg.): Das »politische Lied« in der Bundesrepublik Deutschland zwischen 1964 und 1989 am Beispiel von Franz Josef Degenhardt, Hannes Wader und Reinhard Mey (= eScripta. Göttinger Schriftenreihe für studentische Germanistik.). 2011, ISSN 2192-0559, S. 113–119.
6. 1 2  
Kersten Sven Roth: Das politische Liedermacherlied vor, während und nach 1968 – zur Modellierung dynamischer Textsorten-Diskurs-Relationen. In: Sprache und Wissen (1968). DE GRUYTER, Berlin, Boston 2012, ISBN 978-3-11-025472-3, S. 190–191, doi:10.1515/9783110254723.163 (degruyter.com [abgerufen am 3. Oktober 2020]).
7. ↑  
Marc Sygalski: 4.3.2. Nein, meine Söhne gebʼ ich nicht – das Private im Politischen. In: Seminar für Deutsche Philologie der Georg-August-Universität Göttingen (Hrsg.): Das »politische Lied« in der Bundesrepublik Deutschland zwischen 1964 und 1989 am Beispiel von Franz Josef Degenhardt, Hannes Wader und Reinhard Mey (= eScripta. Göttinger Schriftenreihe für studentische Germanistik.). 2011, ISSN 2192-0559, S. 120–122 (gwdg.de [PDF; 1,1 MB]).
8. 1 2 3 4 5  
Alle Soldaten woll’n nach Haus, Noten und Text auf reinhard-mey.de; abgerufen am 28. Februar 2022.